# 7-Zip
7-Zip is een opensource-computerprogramma om bestanden te archiveren en comprimeren. 7-Zip wordt geschreven in C++ voor Windows. De broncode van het programma is vrij beschikbaar onder de voorwaarden van de LGPL, dit in tegenstelling tot die van sharewareprogramma's als WinZip en WinRAR. De ontwikkeling van 7-Zip werd in 2000 gestart door Igor Pavlov.
Er bestaat een speciale 64 bits-versie van 7-Zip voor 64 bit-Windows-edities. Onder de naam p7zip is 7-Zip overgezet naar Unix-systemen, zoals Linux en FreeBSD.

## 7z-bestandsformaat
7-Zip ondersteunt verscheidene bestandsformaten (voor archiveren) met het eigen 7z-formaat als standaard. 7-Zip maakt 7z-archiefbestanden met de bestandsextensie .7z, met behulp van het LZMA-algoritme voor de compressie van de bestanden. Dit formaat stelt het programma in staat om een zeer hoge compressieverhouding te bereiken, in vergelijking met andere populaire formaten met een hoge compressie zoals RAR. 7z-bestanden hebben als MIME-type application/x-7z-compressed. Ook andere archiveringsprogramma's zoals WinRAR kunnen het 7z-formaat lezen.

## Andere ondersteunde formaten en algoritmen
7-Zip ondersteunt een aantal bestandsformaten voor archivering met en zonder compressie. Deze bestandsformaten zijn onder andere ZIP, CAB-bestanden van Microsoft, RAR, ARJ, gzip, bzip2, LHA/LZH, tar, cpio, rpm en Debians deb-archieven.
Voor ZIP- en gzip-bestanden maakt 7-Zip gebruik van een aangepaste implementatie van het Deflate-algoritme om grotere (maar langzamere) compressie te bereiken. Deze implementatie wordt ook gebruikt in AdvanceCOMP.
Het 7z-bestandsformaat is modulair, wat ervoor zorgt dat het bestanden kan bevatten die met verschillende algoritmen zijn gecomprimeerd. Bestandsnamen worden in Unicode opgeslagen.

## Encryptie
7-Zip ondersteunt ook 256 bit-AES (Rijndael-encryptie). Het is optioneel om de directorystructuur te versleutelen van het archief. In dat geval moet het juiste wachtwoord zijn ingevoerd om de namen van de ingepakte bestanden in te zien.